# 里奧馬約爾
里奧馬約爾（Rio Maior）是葡萄牙聖塔倫區的一座城市。2011年，里奧馬約爾的人口是21,192人，面積272.76 平方公里。里奧馬約爾現任市長是社會民主黨人士Isaura Morais，她也是聖塔倫區第一位女性市長。市假日是11月6日。里奧馬約爾管轄有10個堂區。